# Lading Sogn
Lading Sogn er et sogn i Sabro Herred, Favrskov Provsti (Århus Stift).
I 1800-tallet var Sabro Sogn og Fårup Sogn annekser til Lading Sogn. Alle 3 sogne hørte til Sabro Herred i Aarhus Amt. De udgjorde to sognekommuner. Ved kommunalreformen i 1970 blev Sabro-Fårup indlemmet i Aarhus Kommune, og Lading blev indlemmet i Hammel Kommune, der ved strukturreformen i 2007 indgik i Favrskov Kommune.
I Lading Sogn ligger Lading Kirke og herregården Lyngballegård.
I sognet findes følgende autoriserede stednavne:
- Fajstrup (bebyggelse, ejerlav)
- Fajstrup Krat (areal)
- Hummelure (bebyggelse)
- Lading (bebyggelse, ejerlav)
- Lading-Bjørnkær (bebyggelse)
- Lading Sø (vandareal)
- Lyngballegård (ejerlav, landbrugsejendom)
- Lyngballe Skov (areal)
- Markusminde (bebyggelse)
- Skjoldelev (bebyggelse, ejerlav)
- Skjoldelev Mark (bebyggelse)
- Skjoldelev Mødal (bebyggelse)

I Skjoldelev har ligget en kirke, der er omtalt i 1524 og 1531. Den menes nedlagt deromkring og sognet sammenlagt med Lading. Præstegården har dog ligget i Skjoldelev frem til 1910.
Der fortælles om fire forsvundne landsbyer i sognet: Bruseltorp, Rolstrup ved Skjoldelev, Skalmetorp og Vestup.